# Бенджамін Маунтфорт
Бенджамін Маунтфорт (англ. Benjamin Mountfort; 13 березня 1825 — 15 березня 1898) — один з найвидатніших архітекторів Нової Зеландії в дев'ятнадцятому столітті. Найбільш відомий зведенням будівель в місті Крайстчерч, де зарекомендував себе унікальним архітектурним стилем, пізніше працював у багатьох інших населених пунктах регіону Кентербері. 
Значний вплив на творчість майстра справила англо-католицька філософія, що стоїть в основі зодчества Вікторіанської епохи, часто саме з його персоною пов'язують розвиток неоготичного стилю Нової Зеландії. Серед його готичних проєктів є як кам'яні будівлі, так і дерев'яні, виконані, перш за все, в традиціях провінційного будівництва країни. Завдяки його зусиллям, Кентербері славиться неповторним стилем місцевих забудов.

## Життєпис
Бенджамін Маунтфорт народився в Бірмінгемі, індустріальному англійському місті, в сім'ї парфумера і ювеліра Томаса Маунтфорта і його дружини Сюзанни (уроджена Вулфілд). Подорослішавши, юнак поїхав до Лондона, де вивчав основи архітектури під керівництвом англо-католицького проєктувальника Річарда Кромвелла Карпентера, середньовічний готичний стиль якого істотно вплинув на молодого майстра і на довгі роки визначив спрямованість його творчості. У 1848 році він закінчив навчання і, залишившись в столиці, став отримувати перший реальний досвід зведення будівель. Там же 20 серпня 1850 року одружився з Емілі Елізабет Ньюман, через 18 днів після весілля подружжя емігрували до Нової Зеландії. 
Вони були в числі перших поселенців провінції Кентербері, прибувши туди 16 грудня на одному зі знаменитих «перших чотирьох кораблів» — «Шарлотта Джейн». Їх імена в числі інших перших поселенців, «пілігримів», можна прочитати на меморіальній мармуровій дошці, розташованій на Кафедральній площі, в проєктуванні якої брав участь сам Маунтфорт.

## Вибрані будівлі

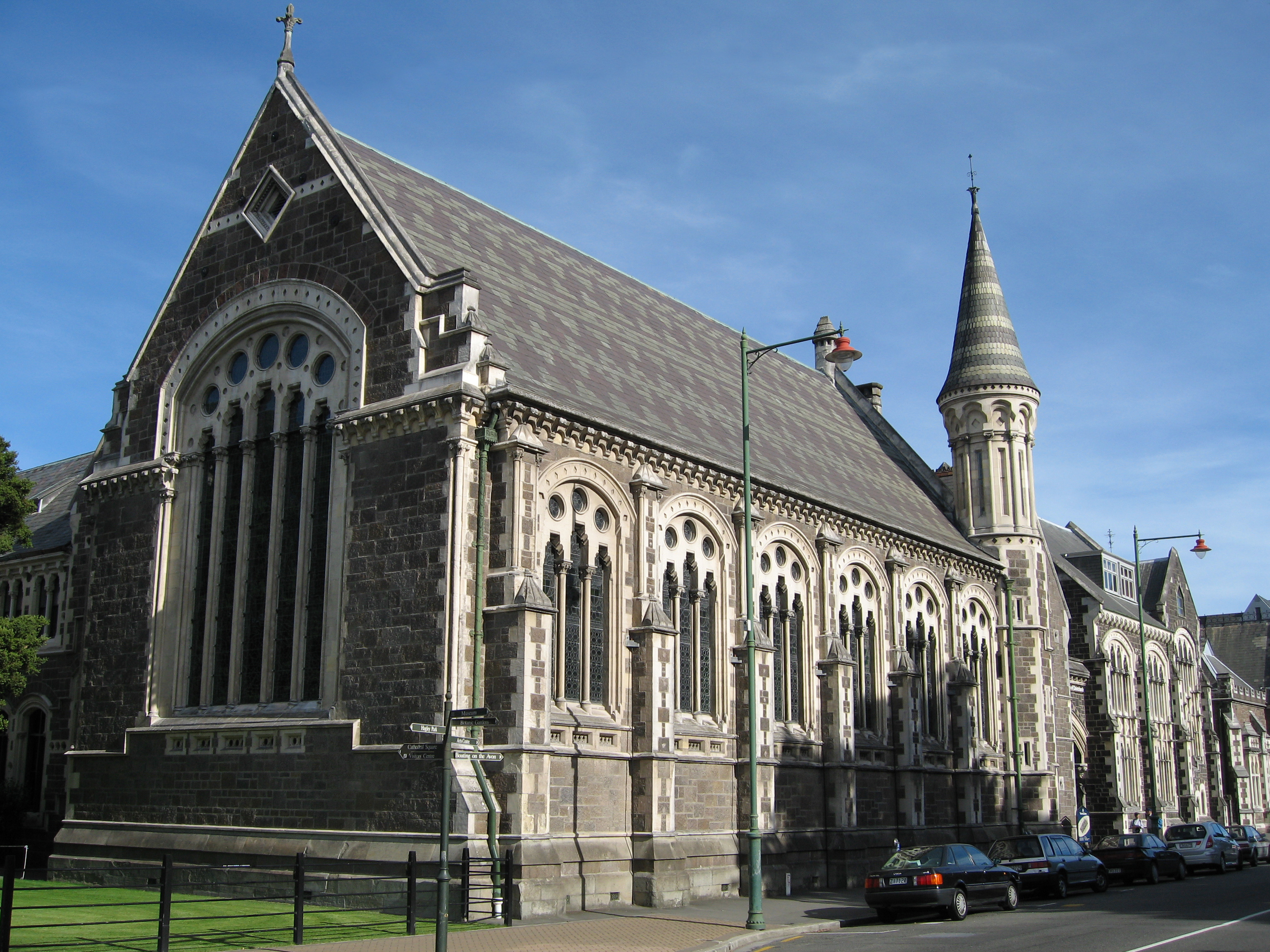
Будівля Кентерберійськомго коледжу (зараз – Центр мистецтв Крайстчерча)
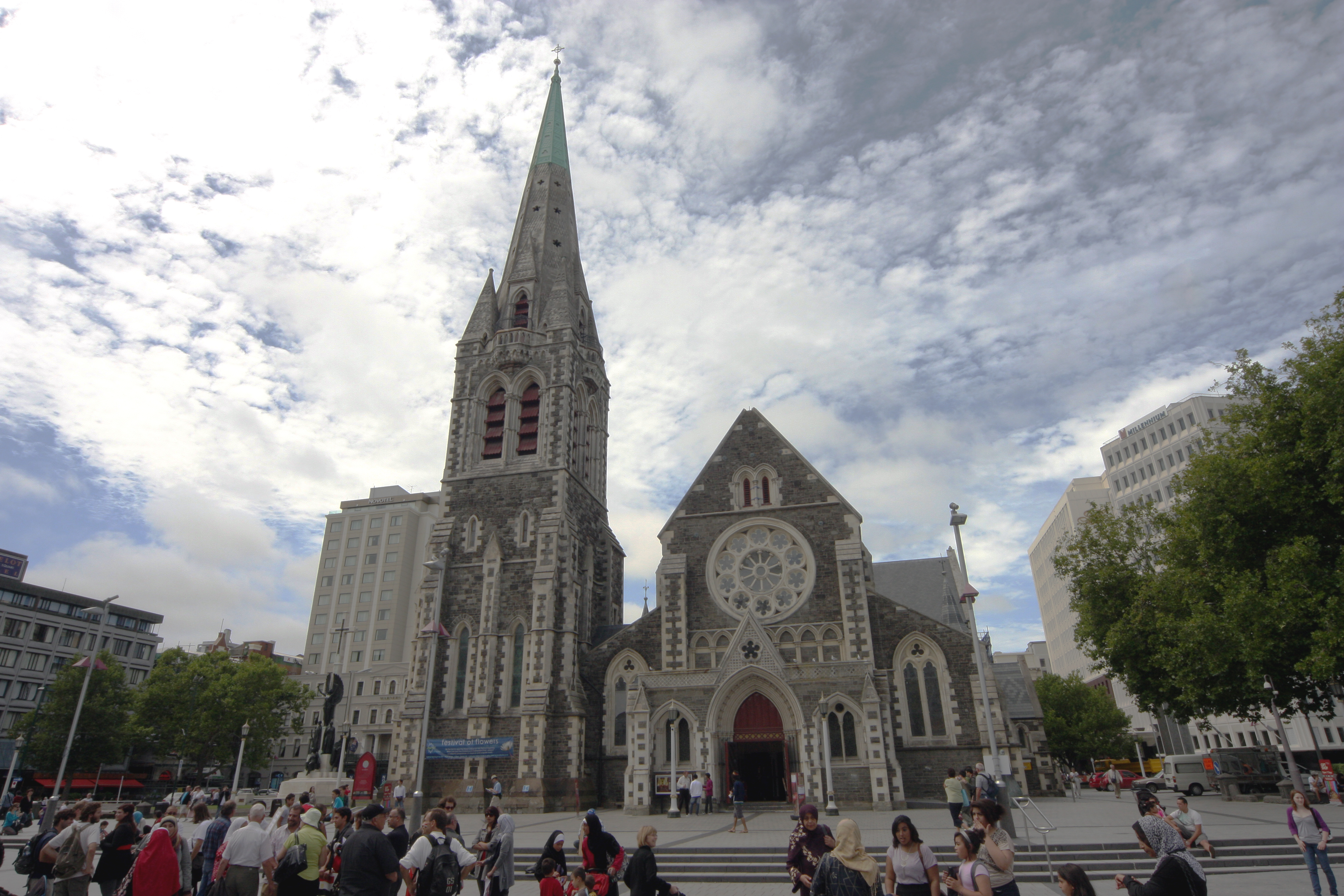
Кафедральний собор Крайстчерча
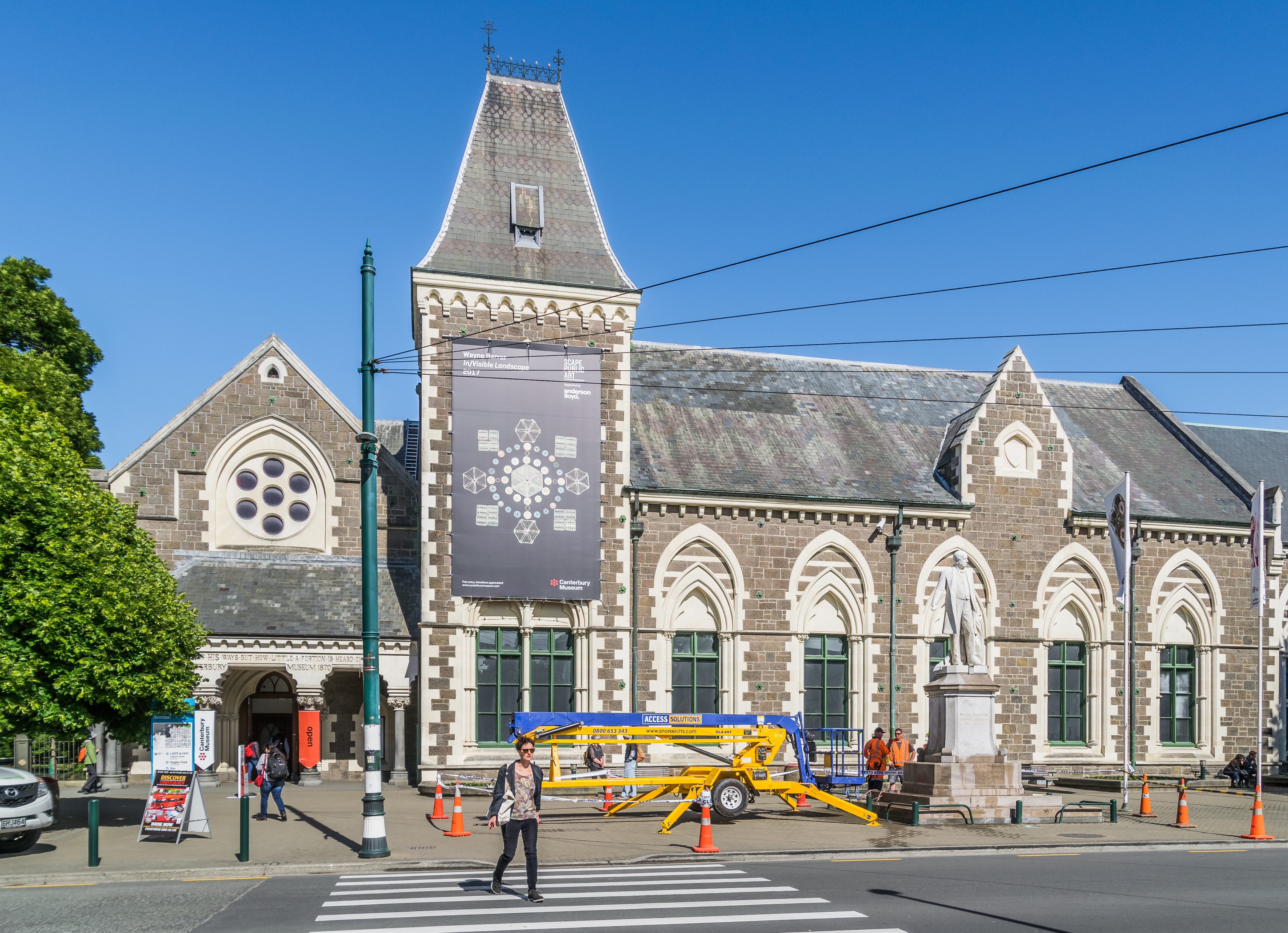
Кентерберійський музей
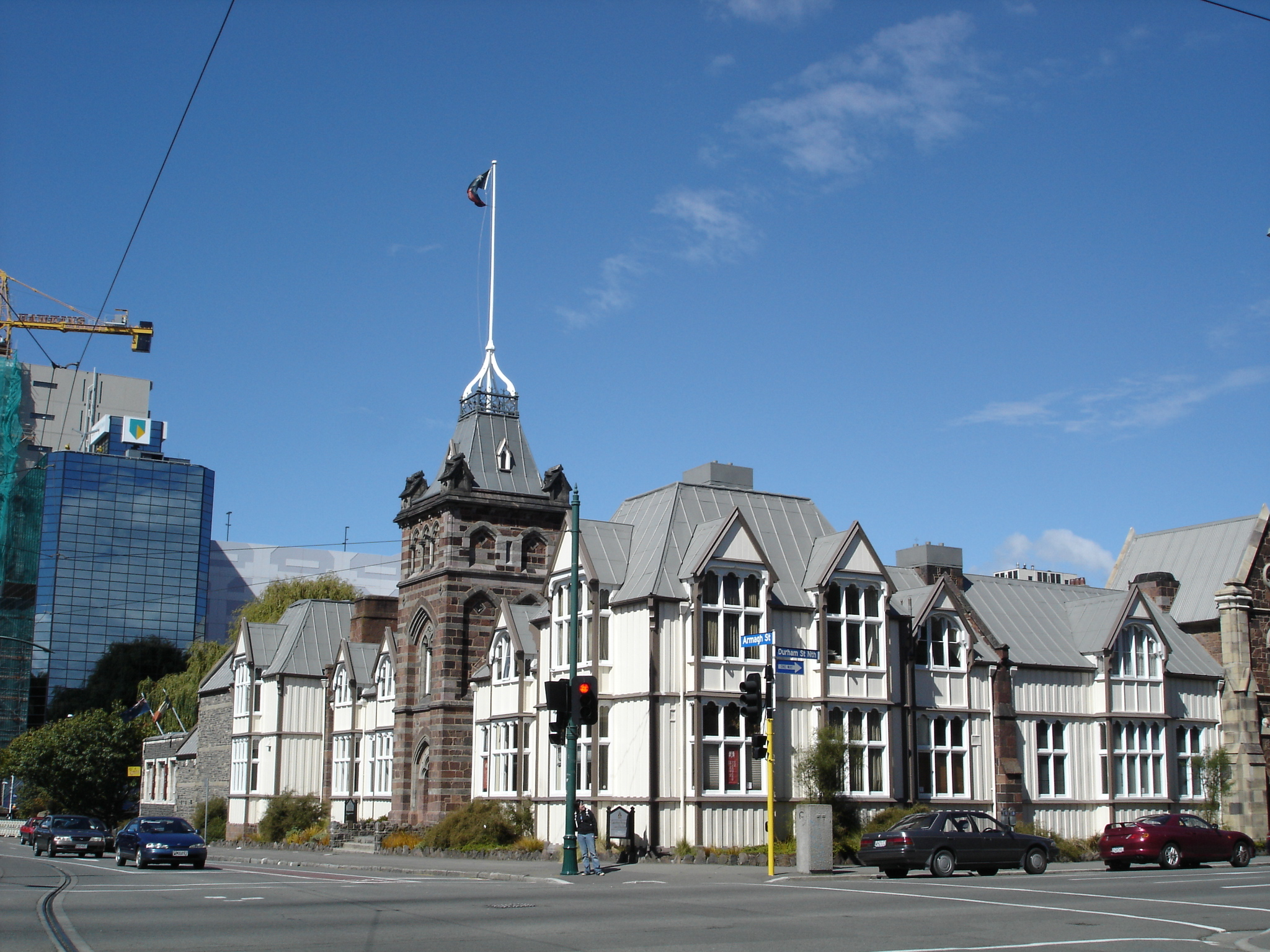
Будівлі провінційної Ради Кентербері